# 63. pehotni polk (Italija)
63. pehotni polk Cagliari (izvirno italijansko 63º Reggimento fanteria) je bil pehotni polk (Kraljeve) Italijanske kopenske vojske.

## Zgodovina
Med prvo svetovno vojno je bil polk nastanjen na italijanski fronti, v Albaniji in v Bolgariji, medtem ko je bil polk med drugo svetovno vojno (1940-43) nastanjen v Franciji in v Grčiji.